# Mosteiro de São Simão da Junqueira

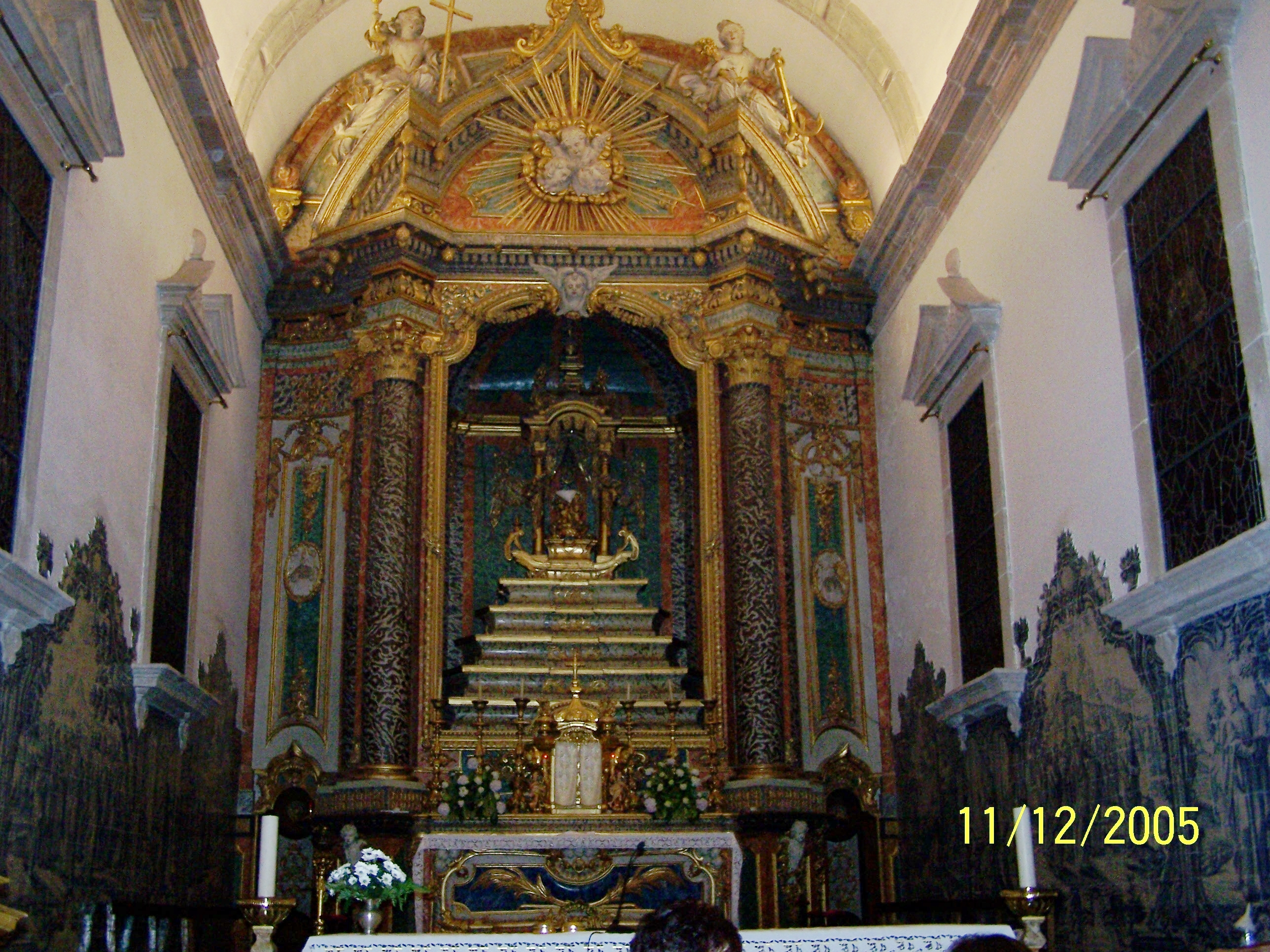
Altar Mor da Igreja do Mosteiro de São Simão da Junqueira

O Mosteiro de São Simão da Junqueira é um antigo mosteiro que se localiza na freguesia da Junqueira, no município de Vila do Conde, no Distrito do Porto, em Portugal.
Está classificado como Monumento de Interesse Público desde 2014.
Do complexo conventual fazem ainda parte o Aqueduto do Mosteiro de São Simão da Junqueira, e o Jardim da Cerca do Mosteiro de São Simão da Junqueira.

## História
O mosteiro foi fundado no século XI, antes da fundação do reino de Portugal, pelo arcediago da Sé de Braga, D. Areas (ou Aires). O documento mais antigo que lhe faz referência é uma carta de doação datada de 1084, como "monasterium Sancti Simeonis". Outros documentos, do inícios do século seguinte, mencionam com precisão a localização do mosteiro. Os monges seguiam a regra da Ordem dos Cónegos Regrantes de Santo Agostinho desde então.
Em 1136, D. Afonso Henriques, ainda infante, doou o couto do mosteiro, incluindo jurisdição e terras, a D. Paio Guterres, o qual pertencera anteriormente à sua mãe, D. Teresa. Em 1181, já rei, concedeu a carta de couto ao mosteiro. Naquele século a igreja conventual também servia à paróquia da Junqueira, que se desenvolveu ao redor do conjunto.
Em 1443 o mosteiro incorporou os bens do extinto Mosteiro de Rio Mau, localizado nas proximidades.
A partir de 1516 o Mosteiro de São Simão passou a ser dirigido por comendatários, que podiam ser religiosos ou até fidalgos leigos, o que levou à dilapidação de grande parte do património do mosteiro. Em 1595 o mosteiro passou a pertencer ao Mosteiro de Santa Cruz de Coimbra.
A partir de 1687 começou a reedificação da igreja conventual, atualmente Igreja Paroquial da Junqueira. A parte conventual também foi reedificada, incluindo novas dependências para os monges e um claustro decorado com azulejos e uma fonte no centro da quadra.
Em 1770 o mosteiro foi extinto pelo Papa Clemente XIV, passando os seus bens para o Convento de Mafra. A igreja passou a ser paroquial e o convento foi vendido a privados, passando a ser usado como casa solarenga.

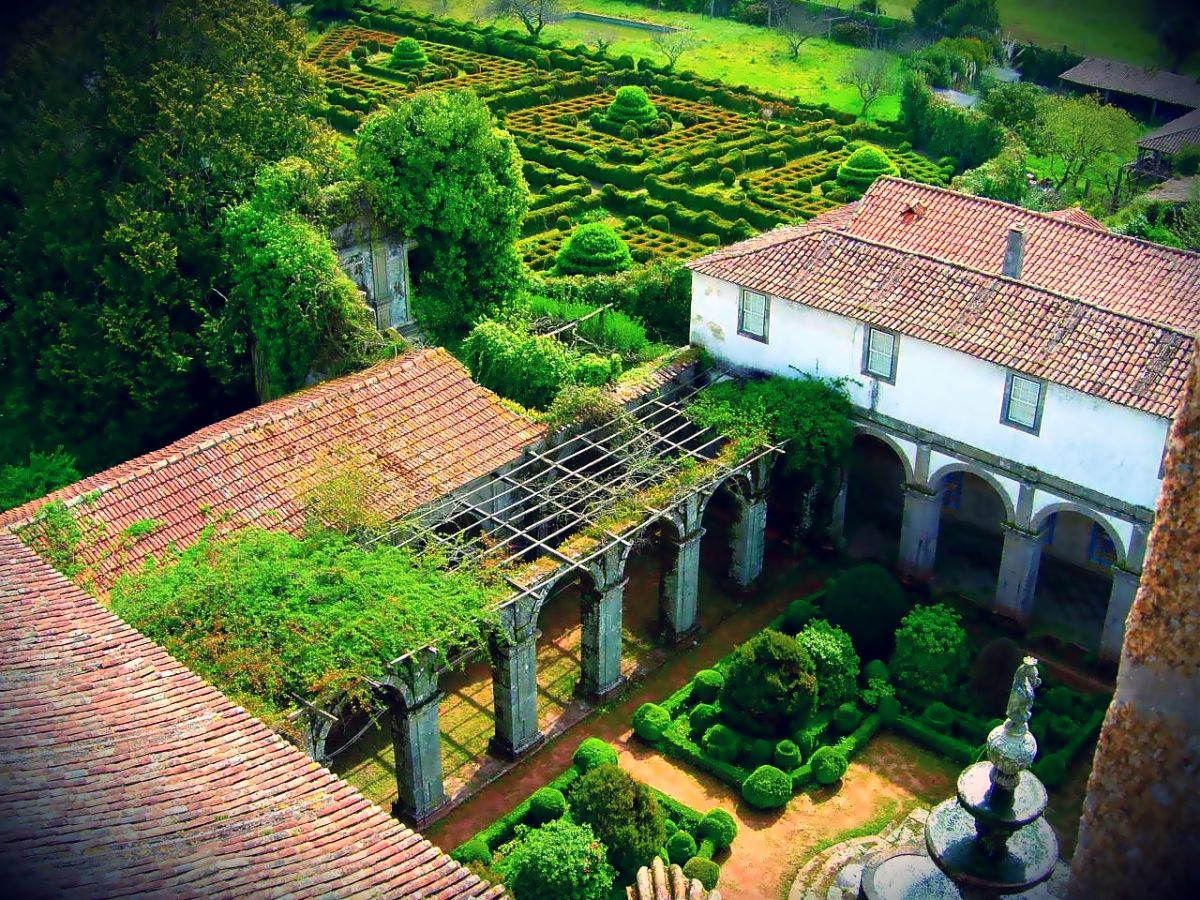
Parte interna do jardim
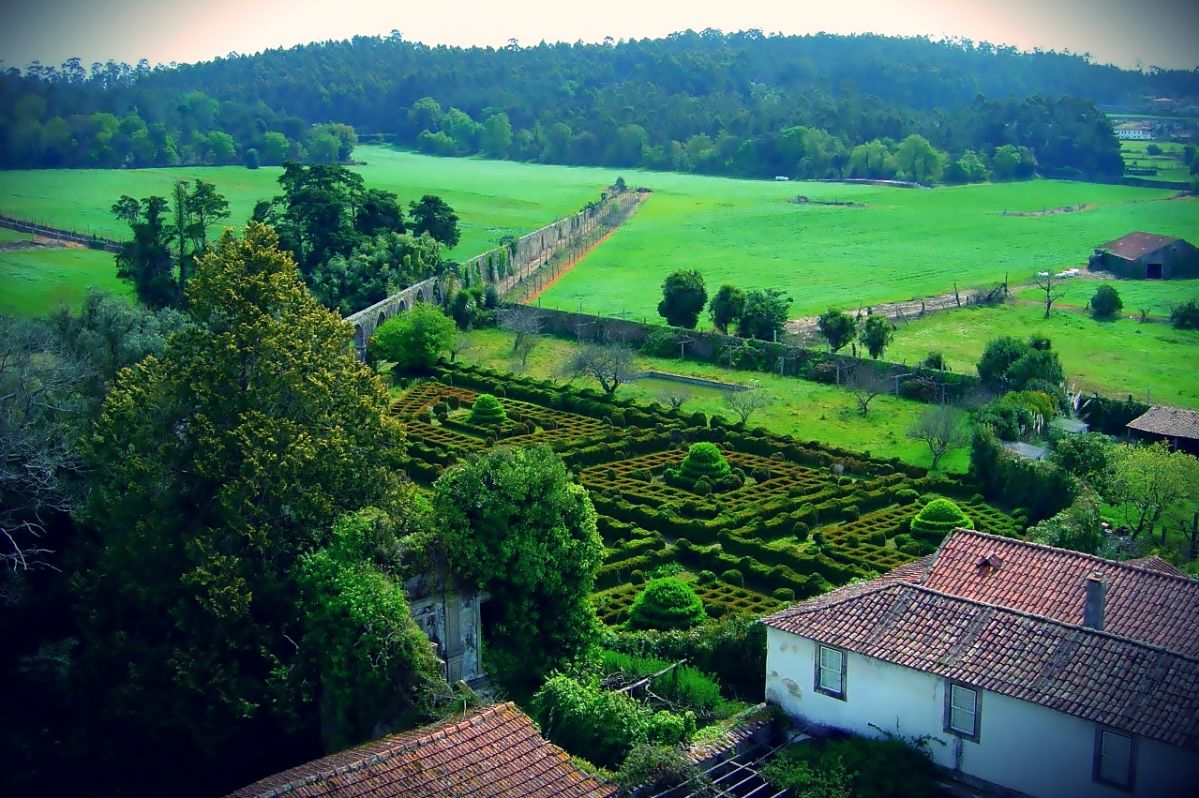
Jardim externo e as terras agricultáveis